# Jaboticatubas
Jaboticatubas est une municipalité de l'État du Minas Gerais au Brésil.
Sa population était estimée à 17 119 habitants en 2010. Elle s'étend sur 1 113,774 km2.
Elle fait partie de la Microrégion de Sete Lagoas dans la Mésorégion métropolitaine de Belo Horizonte.

## Maires
| Période | Période | Identité            | Étiquette | Qualité |
| ------- | ------- | ------------------- | --------- | ------- |
| 2009    | 2012    | Luiz Mauro de Faria | PTB       |         |